# Zustand (Quantenmechanik)
Ein quantenmechanischer Zustand ist die Beschreibung des Zustands eines physikalischen Systems nach den Regeln der Quantenmechanik. Diese Beschreibung unterscheidet sich grundlegend von derjenigen nach den Regeln der klassischen Physik, damit die an quantenphysikalischen Systemen beobachteten Phänomene erfasst werden können. Zu den verschiedenen Interpretationen der Quantenmechanik gehören zum Teil unterschiedliche Zustandsbegriffe. Dieser Artikel behandelt den Zustandsbegriff der weit verbreiteten Kopenhagener Interpretation.

## Überblick

### Physikalischer Gehalt
Viele der physikalischen Beobachtungen, die an Quantensystemen gemacht werden, sind auf der Grundlage der Zustandsbegriffe der klassischen Physik nicht mehr zu erfassen.

#### Streuung der Messwerte, Wahrscheinlichkeitsaussagen
In der klassischen Physik ist der Zustand eines Systems zu jedem Zeitpunkt durch bestimmte Werte für jeden der Freiheitsgrade des Systems gegeben. Aus diesen lässt sich für jede am System beobachtbare physikalische Größe der aktuelle Wert berechnen. Diese Werte sind damit auch eindeutig als die Messwerte vorhergesagt, die bei einer (idealen) entsprechenden Messung gemessen werden würden. Beispiele sind Ort oder Geschwindigkeit eines Körpers. Auch in der Quantenmechanik stellt der Zustand die genaueste physikalische Beschreibung dar, die physikalisch möglich ist, kann aber im Gegensatz zum klassischen Zustand nicht für jede Messung einen mit Sicherheit zu erwartenden Messwert festlegen, sondern nur für jedes der möglichen Messergebnisse die Wahrscheinlichkeit {\displaystyle P} ({\displaystyle 0\leq P\leq 1}), dass gerade dieser Wert eintritt (siehe z. B. Quantenmechanische Messung). Nur im Grenzfall {\displaystyle P=1} für einen Messwert (und damit {\displaystyle P=0} für alle anderen) ist dieser Messwert sicher vorhergesagt. Diesen Fall gibt es nur bei besonderen Zuständen, die als Eigenzustände zu der betreffenden Messgröße bezeichnet werden. In allen anderen Zuständen zeigen wiederholte Messwerte eine Streuung oder Unbestimmtheit, die für die ganze Quantenphysik charakteristisch ist, weil es keine andere Beschreibung gibt, in der die Messwerte genauer vorherzusagen wären. Dann nimmt das System erst durch die Messung einen bestimmten Wert für die gemessene Größe an. Sein Zustand geht damit auch unstetig in den entsprechenden Eigenzustand über (Zustandsreduktion), sodass gewährleistet ist, dass für eine unmittelbar folgende Wiederholung der Messung mit Sicherheit derselbe Messwert vorhergesagt wird. Die Zustandsreduktion läuft nicht als ein physikalischer Vorgang ab, sondern beschreibt den durch die Messung gewonnenen Informationszuwachs des Beobachters. So wird durch eine Messung der Zustand des Systems im Allgemeinen auf eine Weise verändert, die nur mit gewisser Wahrscheinlichkeit vorhergesagt und nicht weiter beeinflusst werden kann. Daher findet eine deterministische Zeitentwicklung des quantenmechanischen Zustands nur im Zeitraum zwischen zwei aufeinanderfolgenden Messungen statt. In diesem Zeitraum entwickelt sich der Zustand gemäß einer deterministischen Bewegungsgleichung: im nichtrelativistischen Fall gemäß der Schrödinger-Gleichung, im relativistischen, abhängig von Spin und Masse des Teilchens, gemäß der Klein-Gordon-Gleichung (Spin 0), der Dirac-Gleichung (massiv, Spin ½), der Weyl-Gleichung (masselos, Spin ½), der Proca-Gleichung (massiv, Spin 1) oder der Maxwell-Gleichungen (masselos, Spin 1).
Für zwei verschiedene Messgrößen existieren in vielen Fällen keine gemeinsamen Eigenzustände. Solche Paare von physikalischen Größen können daher in keinem Zustand gleichzeitig mit scharfen Werten vorliegen, so z. B. der Ort und die Geschwindigkeit eines Körpers. Zwei Messgrößen dieser Art heißen zueinander inkommensurabel. Die Präparation eines Systems in einem bestimmten Zustand kann daher nicht so erfolgen, dass für sämtliche Freiheitsgrade feste Werte vorgegeben werden, sondern bestenfalls für einen maximalen Satz solcher physikalischer Größen, die untereinander alle kommensurabel sind. Anschließend befindet sich das System in einem wohldefinierten gemeinsamen Eigenzustand aller dieser Größen, während für alle zum gewählten Satz nicht kommensurablen Größen die Messwerte streuen. Diese Unbestimmtheit wird durch die Heisenbergsche Unschärferelation ausgedrückt.

#### Unvollständige Präparation, statistisches Gemisch, inkohärente Überlagerung
Werden viele gleichartige Systeme so präpariert, dass sie nur für eine Auswahl der kommensurablen Größen denselben Eigenzustand haben, liegt eine unvollständige Präparation vor (z. B., wenn die Elektronen in einem Elektronenstrahl nur in den drei Komponenten des Impulses übereinstimmen, aber nicht in der Ausrichtung ihrer Spins). So erhält man ein statistisches Gemisch von Systemen, die hinsichtlich der zur Präparation ausgewählten Größen alle im selben Eigenzustand sind, hinsichtlich der anderen (kommensurablen) Größen aber in verschiedenen Eigenzuständen. Die Messwerte dieser Größen streuen dann nicht wegen der quantenmechanischen Unbestimmtheit, sondern weil sie schon vor der Messung verschiedene Werte hatten. Diese Form der Überlagerung wird als inkohärente Überlagerung oder Zustandsgemisch bezeichnet. Sie ist in der klassischen Physik genau so möglich, zeigt in der Quantenmechanik jedoch neue Eigenschaften.

#### Kohärente Überlagerung und Interferenz (Superposition)
In der klassischen Physik kann es eine kohärente Überlagerung von zwei Zuständen – aus der ein einziger neuer Zustand hervorgeht – nur bei Schwingungen und Wellen geben, nicht bei Teilchen. In der Quantenphysik hingegen muss bei jedem System die Überlagerung zweier Zustände einen möglichen Zustand ergeben. Anders wäre das Entstehen von Interferenzmustern durch konstruktive und destruktive Interferenz nicht zu verstehen. Ein Beispiel zeigt sich im Doppelspaltexperiment, wo man am Intensitätsmuster auf dem Schirm ablesen kann, dass sich die zwei Zustände überlagern, bei denen dasselbe Teilchen nur von dem einen bzw. nur von dem anderen Spalt aus zum Schirm fliegt.

#### Zusammengesetzte Systeme, Quantenverschränkung
Diese beiden Charakteristika zusammengenommen ergeben weiterhin die Möglichkeit, dass zwei Teile eines größeren Systems eine Art von Verschränkung zeigen, die in der klassischen Physik nicht vorkommt.
Dies sei hier am Beispiel eines zusammengesetzten Systems dargestellt, das sich in einem seiner eindeutig bestimmten Zustände befindet, wo es also unmöglich ist, für diesen Zustand eine noch detailliertere Beschreibung zu geben. Wenn es sich zum Beispiel um einen Energieeigenzustand des Gesamtsystems handelt, dann liegt der Wert der Gesamtenergie fest, aber es ist damit nicht immer festgelegt, dass auch jedes Teilsystem in einem seiner Energieeigenzustände ist. Verschränkung der beiden Teilsysteme bedeutet dann vielmehr, dass in dem wohlbestimmten Zustand des Gesamtsystems die Möglichkeit von mehreren verschiedenen Aufteilungen der Energie auf die Teilsysteme angelegt ist, bei denen nur die Summe mit der Energie des Gesamtsystems übereinstimmt. Daher kann die Messung der Energie des ersten Teilsystems verschiedene Werte ergeben, wobei durch die entsprechende Zustandsreduktion des Zustands des Gesamtsystems wegen der Verschränkung stets sichergestellt ist, dass danach das zweite System genau den dazu passenden Energieinhalt besitzt. Das heißt, nach der Messung am ersten Teilsystem befindet sich nicht nur dieses in einem seiner Energieeigenzustände, sondern auch das zweite, auch dessen Zustand hat sich geändert. Das gilt entgegen aller alltäglichen Anschauung auch dann, wenn die Messung das zweite System sonst in keiner Weise beeinflusst hat, einschließlich des Falls, dass die beiden Teilsysteme beliebig weit voneinander entfernt sind.
Bei dieser quantenmechanischen Verschränkung ist zu beachten, dass die Energieeigenzustände eines Teilsystems, beispielsweise des ersten, die mit gewissen Wahrscheinlichkeiten im Gesamtzustand enthalten sind, eine inkohärente Überlagerung bilden, keine kohärente. Interferenzeffekte zwischen verschiedenen solcher Zustände des einen Teilsystems sind ausgeschlossen, außer in dem Sonderfall, dass sie durch die Verschränkung nicht an verschiedene Eigenzustände des anderen Teilsystems gekoppelt sind, sondern an exakt denselben. Ohne den Nachweis von Interferenzen kann aber durch keine Beobachtung ausgeschlossen werden, dass jedes der beiden Teilsysteme schon vor der Messung jeweils in einem bestimmten Zustand gewesen sei, man aber nur nicht wisse, in welchem. Man kann diese Folge der quantenmechanischen Verschränkung insoweit ebenso gut als Folge der bloßen Unkenntnis einer Verteilung begreifen, die schon vor der Messung real vorliegt (wobei es gleichzeitig für das Gesamtsystem keine vollständigere Beschreibung geben kann als durch seinen – hier als bekannt vorausgesetzten – quantenmechanischen Zustand). Dann wäre sie noch mit dem klassischen Zustandsbegriff verträglich. (Beim Würfeln sind verschiedene Augenzahlen möglich und jeweils mit bestimmten festgelegten Konsequenzen verknüpft. Man weiß aber auch erst nach dem Aufdecken des Würfelbechers, welche der Kombinationen von Augenzahl und Konsequenz eingetreten ist.) Im obigen Beispiel etwa kann man sich vorstellen, dass zwischen den beiden Teilsystemen ständig Energie ausgetauscht wird, wie etwa zwischen zwei Systemen im thermischen Gleichgewicht, nur dass die momentane Energieverteilung im Augenblick der Messung nicht vorhersagbar ist. Demnach beruht diese Verschränkung, genau wie bei der oben erwähnten unvollständigen Präparation, auf partieller Unkenntnis des genauen Zustands und widerspricht nicht der klassischen Vorstellung, dass jedes Teilsystem zu jedem Zeitpunkt einen wohlbestimmten Zustand habe.
Diese klassisch und anschaulich mögliche Vorstellung kann aber in der Quantenphysik letztendlich doch nicht aufrechterhalten werden. Denn anders, als in der klassischen Physik denkbar, kann die Verschränkung in bestimmten Experimenten (siehe Quantenradierer) von der inkohärenten Überlagerung zu einer kohärenten umgewandelt werden, indem die Unterschiede zwischen den Zuständen des zweiten Systems, die die Interferenz verhindern, zum Verschwinden gebracht werden. Dann erscheinen die Interferenzmuster aufs Neue und zeigen, dass das Teilsystem nun nicht mehr entweder in dem einen oder in dem anderen Zustand war, sondern im Zustand einer kohärenten Überlagerung beider. Das gelang bisher allerdings nur, wenn das zweite Teilsystem ein Quantensystem aus höchstens wenigen Teilchen ist. Quantenmechanische Verschränkungen mit großen, z. B. makroskopischen Systemen, sind daher durch Beobachtungen nicht vom klassischen Fall der Verschränkung durch Unkenntnis eines real vorliegenden Zustands zu unterscheiden (siehe z. B. Schrödingers Katze und Dekohärenz).

### Mathematische Darstellung
Mathematisch wird der quantenmechanische Zustand meist durch einen auf den Betrag 1 normierten Zustandsvektor im Hilbertraum beschrieben. Mithilfe einer Basis des Hilbertraums mit diskretem Index kann dieser Zustandsvektor als Linearkombination der Basisvektoren geschrieben werden, oder bei einer Basis mit kontinuierlichem Index als Wellenfunktion. Zu jedem der (bei gegebenem Zustand) möglichen Messwerte einer physikalischen Größe besitzt der zugehörige Zustandsvektor mindestens eine Komponente. Die Stärke einer Komponente, ihre „Amplitude“, bestimmt die Wahrscheinlichkeit, mit der der betreffende Messwert als Ergebnis einer Messung auftritt; diese Wahrscheinlichkeit ist das Betragsquadrat der Amplitude.
Die Zuordnung von einem gegebenen Zustand zu einem Zustandsvektor ist nicht eindeutig, denn Zustandsvektoren, die sich nur durch einen konstanten komplexen Phasenfaktor unterscheiden, beschreiben denselben physikalischen Zustand. Jede Linearkombination der Zustandsvektoren zweier verschiedener Zustände ist (nach Normierung) selbst ein möglicher Zustandsvektor, der als kohärente Überlagerung der beiden Zustände bezeichnet wird. Diese Überlagerung ist kohärent, weil es von der (relativen) Phase der beiden komplexen Koeffizienten abhängt, welcher von den möglichen physikalisch verschiedenen Zuständen durch die Linearkombination beschrieben wird. Die theoretischen Grundlagen für eine Beschreibung des quantenmechanischen Zustands als Hilbertraumvektor mit der Möglichkeit der Linearkombination wurden 1925 von Werner Heisenberg in der Matrizenmechanik entwickelt, die Beschreibung als Wellenfunktion in der Orts- oder Impulsbasis 1926 von Erwin Schrödinger in der Wellenmechanik. Ein solcher Zustand wird auch als reiner Zustand bezeichnet, um ihn von dem Fall des gemischten Zustands zu unterscheiden, der ein mit einem anderen System verschränktes System beschreibt.
Die beiden Beschreibungen als Vektor oder Wellenfunktion beruhen auf derselben tiefer liegenden mathematischen Struktur, die auch für die klassische Physik gilt. Jeder Zustand wird mit einer mathematischen Funktion identifiziert, die jedem der Operatoren, die eine Messgröße darstellen, eine reelle Zahl zuordnet. Der Zustand wird hier also als eine Abbildung von der Menge der Operatoren in die Menge der reellen Zahlen aufgefasst. Der Funktionswert ist in der klassischen Physik der sicher zu erwartende Messwert, in der Quantenmechanik aber der Erwartungswert, der sich als Mittelwert der bei einzelnen Messungen streuenden möglichen Messergebnisse ergibt. Bei dieser Begriffsbildung, die 1931 von John von Neumann ausgearbeitet wurde, reicht ein Vektor oder eine Wellenfunktion nicht mehr aus, vielmehr ist der Zustand im Allgemeinen durch einen Dichteoperator zu beschreiben. Dies umfasst auch den Fall, dass statt eines Zustands mit einem bestimmten Zustandsvektor ein inkohärentes Gemisch verschiedener Zustände vorliegt, wie z. B. häufig nach der in realen Experimenten meistens nicht ganz idealen und damit unvollständigen Präparation, aber auch in der Theorie der Vielteilchensysteme in der Quantenstatistik. Ein reiner Zustand hat als Dichteoperator einen Projektionsoperator auf den 1-dimensionalen Unterraum, der durch seinen Zustandsvektor definiert ist. Das entspricht genau der obigen Definition durch einen bis auf einen Phasenfaktor festgelegten Hilbertraumvektor. Die beliebige Phase ist damit aus dem Formalismus eliminiert. Der Dichteoperator für einen gemischten Zustand ist eine mit relativen Häufigkeiten, also reellen Zahlen zwischen Null und Eins, gewichtete Summe solcher Projektionsoperatoren auf verschiedene 1-dimensionale Unterräume.

## Grundbegriffe

### Unterschied zur klassischen Physik
Die Einführung von Wahrscheinlichkeiten verschiedener Ergebnisse anstelle einer eindeutigen Voraussage bedeutet eine grundsätzliche Abkehr von der klassischen Physik. Dort ist nämlich mit der Angabe des momentanen Systemzustands das Ergebnis jeder möglichen Messung eindeutig festgelegt (immer fehlerfreie Messung vorausgesetzt). Dies trifft für makroskopische Systeme (z. B. aus dem Alltag) im Allgemeinen sehr gut zu. Beispielsweise lassen sich einer Schrotkugel oder einem Sandkorn in jedem Moment mit praktisch eindeutiger Genauigkeit ein bestimmter Ort und eine bestimmte Geschwindigkeit zuschreiben.
Für immer kleinere Systeme wird dies jedoch zunehmend falsch, für ein Ensemble quantenmechanischer Teilchen ist es ausgeschlossen. Die streng gültige Heisenbergsche Unschärferelation von 1927 besagt nämlich: Liegt der Aufenthaltsort mathematisch eindeutig fest, dann kann eine Messung der Geschwindigkeit mit gleicher Wahrscheinlichkeit jeden beliebigen Wert ergeben, und umgekehrt; d. h., zu jeder Zeit kann nur eine der beiden Größen eindeutig bestimmt sein. Diese Unbestimmtheit lässt sich auch durch das präziseste Präparieren des Systemzustands nicht beseitigen. Sie ist mathematisch rigoros, relativ einfach zu beweisen und bildet eine zentrale begriffliche Grundlage der Physik.

### Reiner Zustand und Zustandsgemisch
Die maximale Kenntnis der momentanen physikalischen Eigenschaften eines Systems wird durch einen Zustandsvektor oder eine Wellenfunktion wiedergegeben. Eine noch genauere Kenntnis des Zustands ist undenkbar. Die Streuung des Messergebnisses oder die Unsicherheit bei der Vorhersage des Wertes für eine Größe, für die der Zustand nicht ein Eigenzustand ist, ist eine unausweichliche physikalische Gegebenheit.
Zusätzliche Unsicherheit über das zu erwartende Messergebnis entsteht, die Information über den Zustand des Systems nicht maximal, also unvollständig ist. Das gilt z. B. für den häufig vorkommenden Fall, dass das beobachtete System aus einer Anzahl gleichartiger Systeme herausgegriffen wird, die nicht alle im selben Zustand präpariert sind. Dann kann das System nicht durch eine einzige Wellenfunktion bzw. Zustandsvektor vollständig beschrieben werden, denn das System kann sich in verschiedenen Zuständen befinden. Diese Zustände befinden sich in einer inkohärenten Überlagerung und bilden ein Zustandsgemisch (früher auch „Gemenge“ genannt).
Bei einem Zustandsgemisch ließe sich die Unsicherheit über die zu erwartenden Messergebnisse im Allgemeinen noch verringern, indem zur Messung nur ein Teil der Systeme ausgewählt werden, die im selben Zustand sind. Zur Verdeutlichung des Unterschieds zum Zustandsgemisch wird ein eindeutig präparierter Zustand gelegentlich auch als reiner Zustand bezeichnet.
Im Folgenden bedeutet Zustand hier immer reiner Zustand.

### Eigenzustand
Ein Zustand, in dem für eine bestimmte Messgröße der zu erwartende Messwert eindeutig festliegt, heißt Eigenzustand zu dieser Messgröße. Beispiele sind:
1. Das Teilchen ist an einem Ort lokalisiert (Ortseigenzustand).
2. Das Teilchen hat eine bestimmte Geschwindigkeit oder Impuls (Impulseigenzustand).
3. Das Teilchen ist in einem gebundenen Zustand bestimmter Energie (Energieeigenzustand).

Die Beispiele 1 und 2 sind streng genommen (wegen einer mathematischen Subtilität: des Vorliegens eines „kontinuierlichen Spektrums“) nur im Grenzfall zulässig (beim Beispiel 2 etwa im „monochromatischen Grenzfall“ eines unendlich ausgedehnten Wellenpakets, während das Beispiel 1 daraus durch eine Fouriertransformation erhalten wird). Beide Beispiele spielen eine bedeutende Rolle in der theoretischen Beschreibung.
Beispiel 3 ist ein Zustand, in dem eine physikalische Größe (nämlich die Energie) einen bestimmten Wert hat, während sowohl für den Ort als auch für den Impuls nur Wahrscheinlichkeiten für verschiedene Messergebnisse angegeben werden können (für den Ort z. B. durch das Orbital, für den Impuls durch das Betragsquadrat der Fouriertransformierten der betreffenden Ortswellenfunktion).

### Superposition von Zuständen
Für ein Teilchen in Gestalt eines Massepunkts ist in der klassischen Mechanik der Zustand durch den Ort und den Impuls gegeben, also durch einen Punkt im sechsdimensionalen Phasenraum. Da bei Teilchenstrahlen aber auch Interferenzeffekte beobachtet werden (Welle-Teilchen-Dualismus), muss auch die Möglichkeit, dass die Superposition (oder kohärente Überlagerung, Linearkombination mit komplexen Faktoren) mehrerer Zustände einen möglichen Zustand bildet, zugelassen werden (siehe Materiewellen). So ist jeder Zustand, für den die Quantenmechanik zu einer Messgröße mehrere mögliche Messwerte mit je eigenen Wahrscheinlichkeiten voraussagt, eine Superposition derjenigen Zustände, die die zu diesen Messwerten gehörigen Eigenzustände sind. Die Wahrscheinlichkeit, einen bestimmten dieser Eigenwerte als Messergebnis zu erhalten, ist durch das Betragsquadrat seiner Wahrscheinlichkeitsamplitude festgelegt. Die Wahrscheinlichkeitsamplitude ist der (im Allgemeinen komplexe) Faktor, mit dem der betreffende Eigenzustand in dieser Linearkombination vorkommt.
Es gibt keinen prinzipiellen Unterschied zwischen den Eigenschaften, Superpositionszustand zu sein oder Basis- bzw. Eigenzustand: Jeder Zustand eines Systems kann als Basiszustand in einer geeignet gewählten Basis betrachtet werden, aber auch als kohärenter Superpositionszustand der Basisvektoren einer anderen Basis. Jeder Zustand kann mit jedem anderen Zustand desselben Systems kohärent überlagert werden, und jeder Zustand kann als kohärente Überlagerung anderer Zustände dargestellt werden. Zustände, die als kohärente Superposition beschrieben werden, sind also auch reine Zustände im obigen Sinn, genauso „rein“ wie die Zustände, aus denen sie durch Linearkombination gebildet wurden. Gelegentlich werden sie trotzdem ungenau als gemischte Zustände angesprochen, was aber vermieden werden sollte, weil Verwechslungen mit dem Begriff Zustandsgemisch, das auch als inkohärente Superposition bezeichnet wird und durch einen Dichteoperator dargestellt werden muss, auftreten könnten.

### Zustand und statistisches Gewicht
Der quantenmechanische Phasenraum wird durch die Möglichkeit der Superposition erheblich mächtiger als der Phasenraum der klassischen Mechanik für dasselbe System. Als Maß dieses erweiterten Raumes gilt in der statistischen Quantenphysik aber nicht die Größe dieser Menge selbst, sondern ihre Dimension; das ist die kleinstmögliche Zahl der Zustände, aus denen sich durch Superposition alle überhaupt möglichen Zustände des Systems ergeben können. Innerhalb dieser kleinstmöglichen Teilmenge ist demnach keiner der Zustände als Superposition der anderen darstellbar, deshalb sind sie linear unabhängig und bilden eine Basis des ganzen Phasenraums.
Im Vergleich mit der Zustandsdichte in der klassischen statistischen Physik zeigt sich, dass jeder quantenmechanische Zustand einer solchen Basis ein gleich großes „Phasenraumvolumen“ {\displaystyle (2\pi \hbar )^{n}=h^{n}} belegt, wobei {\displaystyle n} die Anzahl unabhängiger Ortskoordinaten ist und {\displaystyle h} die Planck-Konstante. Die physikalische Dimension dieses „Volumens“ ist für {\displaystyle n=1} die einer Wirkung = Energie mal Zeit, oder = Ort mal Impuls.

## Mathematische Darstellung

### Mathematische Grundlagen
Zu einem allgemeineren Begriff eines quantenmechanischen Zustands kommt man, wenn der Begriff nicht wie oben als Ausgangspunkt der Beschreibung definiert wird, sondern aus allgemeineren Annahmen abgeleitet wird. Dem mathematisch strikten Aufbau der Quantenmechanik wird nur zugrunde gelegt, dass es physikalische Größen gibt, die an einem physikalischen System gemessen werden können, wobei sie je nach Zustand des Systems bestimmte Werte zeigen. Die physikalischen Größen haben (wegen der Möglichkeiten der Produktbildung (insbesondere Vertauschungsrelationen) und Linearkombination etc.) eine algebraische Struktur und bilden z. B. eine Untermenge einer C*-Algebra. Ihre Werte sind eine Untermenge der komplexen Zahlen {\displaystyle \mathbb {C} }. Der Zustand des Systems ist diejenige Abbildung der C*-Algebra auf {\displaystyle \mathbb {C} }, die jeder physikalischen Größe (unter Wahrung der Linearität) ihren Erwartungswert zuweist.
Diese Abbildung ist in mathematisch strikter Benennung ein lineares Funktional auf der Algebra der Observablen. Damit eine Abbildung {\displaystyle \psi } von der C*-Algebra {\displaystyle {\mathcal {A}}} auf die komplexen Zahlen {\displaystyle \mathbb {C} } einen quantenmechanischen Zustand darstellt, muss das Funktional positiv und normiert sein, d. h., es muss gelten: {\displaystyle \psi (AA^{*})\geq 0\;\forall A\in {\mathcal {A}}} und {\displaystyle \psi ({\hat {1}})=1}. Dabei ist {\displaystyle {\hat {1}}} das Einselement der Algebra.
Die Menge dieser Zustände ist eine konvexe Menge, das heißt, wenn {\displaystyle \psi } und {\displaystyle \phi } Zustände sind und {\displaystyle 0\leq a\leq 1}, dann ist auch {\displaystyle \varphi =a\psi +(1-a)\phi } ein Zustand. Zustände {\displaystyle \varphi }, die sich nicht mit einem {\displaystyle 0<a<1} so in zwei andere zerlegen lassen, heißen Extremalpunkte der Menge. Sie haben die Eigenschaften der oben mittels Hilbertraumvektoren definierten reinen Zustände. Alle anderen Elemente der Menge sind Zustandsgemische, die als Summe oder Integral über reine Zustände ausgedrückt werden können.
Jedem Zustand kann mittels der GNS-Konstruktion eine Hilbertraum-Darstellung {\displaystyle \pi \colon {\mathcal {A}}\to {\mathcal {B}}({\mathcal {H}})} zugeordnet werden. Jeder normierte Vektor {\displaystyle |\psi \rangle } im Hilbertraum, {\displaystyle {\big \|}|\psi \rangle {\big \|}=1}, entspricht einem reinen Zustand {\displaystyle \psi } auf {\displaystyle {\mathcal {A}}} und umgekehrt kann jedem reinen Zustand ein Vektor zugeordnet werden. Es gilt
{\displaystyle \psi (a)\ \Leftrightarrow \ \langle \psi |\pi (a)\psi \rangle },
wobei {\displaystyle \langle \psi |\pi (a)\psi \rangle } das Skalarprodukt im Hilbertraum aus {\displaystyle |\psi \rangle } und {\displaystyle |\pi (a)\psi \rangle } bezeichnet. Die reinen Zustände bilden die irreduziblen Darstellungen im Hilbertraum.

### Physikalische Implikationen
Für die mathematische Darstellung des oben physikalisch definierten reinen Zustands eignen sich zwei Formen, die zueinander äquivalent sind:
- Ein Zustandsvektor in einem abzählbar-unendlich-dimensionalen Vektorraum mit einem Skalarprodukt, der als Hilbertraum bezeichnet wird. Diese Darstellung geht zurück auf Werner Heisenberg[12] und Paul Dirac[13] und hat oft den Vorzug der übersichtlichen Darstellung in algebraischen Gleichungen. Ein Zustand wird hier als Vektor notiert, wofür sich nach Dirac das Ket-Symbol {\displaystyle \vert \psi \rangle } durchgesetzt hat.
- Eine Zustandsfunktion, z. B. die orts- und zeitabhängige Materiewelle. Ein Zustand wird hier als Wellenfunktion notiert, z. B. {\displaystyle \psi (t,{\vec {r}})}. Diese Darstellung geht auf Erwin Schrödinger zurück[14] und ist oft leichter zu veranschaulichen, vor allem, wenn es sich nur um einziges Teilchen handelt.

#### Zustandsvektor und Kovektor
Der Zustandsvektor {\displaystyle |\psi \rangle } im Hilbertraum {\displaystyle {\mathcal {H}}} ist, wie auch ein Ortsvektor {\displaystyle {\vec {x}}}, ein mathematisches, abstraktes Objekt. So wie der Ortsvektor in einer Basisdarstellung
{\displaystyle {\vec {x}}=\sum _{i=1}^{3}{\vec {e}}_{i}\left({\vec {e}}_{i}\cdot {\vec {x}}\right)=\sum _{i=1}^{3}x_{i}{\vec {e}}_{i}}
geschrieben werden kann, wobei {\displaystyle {\vec {e}}_{i}} drei zueinander orthogonale Vektoren im dreidimensionalen euklidischen Raum sind, kann der Zustandsvektor in jeder beliebigen vollständigen Orthonormalbasis entwickelt werden. Für diese Entwicklung ist es nötig, den Kovektor {\displaystyle \langle \psi |} einzuführen, der als Bra-Vektor im Dualraum zum Hilbertraum ansässig ist. Mathematisch betrachtet ist ein Bra-Vektor ein lineares Funktional, das auf dem Hilbertraum in die komplexen Zahlen opereriert. Wie für Vektoren im euklidischen Raum gilt analog als Entwicklung
{\displaystyle |\psi \rangle =\sum _{i=1}^{\infty }|\phi _{i}\rangle \langle \phi _{i}|\psi \rangle =\sum _{i=1}^{\infty }c_{i}|\phi _{i}\rangle }
mit {\displaystyle c_{i}=\langle \phi _{i}|\psi \rangle \in \mathbb {C} }. Da die Basisvektoren {\displaystyle |\phi _{i}\rangle } eine Orthonormalbasis bilden, gilt
{\displaystyle \langle \phi _{i}|\phi _{j}\rangle =\delta _{ij}}
mit dem Kronecker-Delta {\displaystyle \delta _{ij}} und
{\displaystyle \sum _{i=1}^{\infty }|\phi _{i}\rangle \langle \phi _{i}|=I}
mit der unendlichdimensionalen Einheitsmatrix {\displaystyle I}. Da in der Quantenmechanik – im Gegensatz zum euklidischen Vektorraum – auch kontinuierliche Basen auftreten können, gilt für eine Entwicklung in einer kontinuierlichen Basis entsprechend
{\displaystyle \langle x|y\rangle =\delta (x-y)}
mit der Dirac-Distribution {\displaystyle \delta (x-y)} beziehungsweise
{\displaystyle \int \mathrm {d} x\,|x\rangle \langle x|=I}.
Um in der Schreibweise nicht zwischen kontinuierlichen und diskreten Basen unterscheiden zu müssen, wird teilweise das Symbol ⨋ verwendet.
Wenn der Zustandsvektor in einer Basis dargestellt wird, dann zumeist in der Eigenbasis eines hermiteschen Operators, der mit einer physikalischen Messgröße identifiziert wird. Die Eigenzustände eines solchen Operators werden häufig mit dem Formelzeichen der entsprechenden physikalischen Größe bezeichnet:
1. {\displaystyle |x\rangle } bezeichnet den Ortseigenzustand eines Teilchens.
2. {\displaystyle |p\rangle } den Impulseigenzustand.
3. {\displaystyle |E\rangle } den Energieeigenzustand. Dabei kann {\displaystyle E} sowohl diskrete Werte annehmen (z. B. bei gebundenen Zuständen) als auch kontinuierliche Werte (z. B. bei ungebundenen Zuständen).
4. Wird einem Eigenwert eine Quantenzahl zugeordnet (z. B. Quantenzahl {\displaystyle n} für das {\displaystyle n}-te Energieniveau {\displaystyle E_{n}}, Quantenzahlen {\displaystyle j,\,m} für Betrag und z-Komponente des Drehimpulses), so wird der zugehörige Eigenzustand angegeben durch Angabe der Quantenzahl(en) oder durch ein extra vereinbartes Symbol (Beispiele: {\displaystyle |n\rangle ,|j,m\rangle ,\left|{\uparrow }\right\rangle }).

Damit die Wellenfunktion nach der Bornschen Regel als Wahrscheinlichkeitsamplitude aufgefasst werden kann, ist es nötig, den Zustandsvektor zu normieren. Das heißt, für einen physikalischen Zustand muss
{\displaystyle \langle \psi |\psi \rangle =1}
gelten. Allerdings legt dies den Vektor {\displaystyle |\psi \rangle } nicht umkehrbar eindeutig fest, sondern nur bis auf einen konstanten Faktor {\displaystyle a=\mathrm {e} ^{\mathrm {i} \alpha },\ \alpha \in \mathbb {R} }, also eine komplexe Zahl mit Betrag 1. Diese wird auch als quantenmechanische Phase des Zustands bzw. Zustandsvektors bezeichnet. Die Vektoren {\displaystyle \mathrm {e} ^{\mathrm {i} \alpha }|\psi \rangle }, die alle denselben Zustand beschreiben, spannen einen eindimensionalen Unterraum (Strahl) auf.

#### Wellenfunktion
Die Wellenfunktionen {\displaystyle \psi (x)} beziehungsweise {\displaystyle \psi (p)} sind die Entwicklungskoeffizienten des Zustandsvektors in der Orts- beziehungsweise Impulsbasis:
{\displaystyle |\psi \rangle =\int \mathrm {d} x\,|x\rangle \langle x|\psi \rangle =\int \mathrm {d} x\,|x\rangle \psi (x)}
{\displaystyle |\psi \rangle =\int \mathrm {d} p\,|p\rangle \langle p|\psi \rangle =\int \mathrm {d} p\,|p\rangle \psi (p)}

#### Messung
Eine messbare physikalische Größe wird durch einen Operator dargestellt, der im Hilbertraum eine lineare Transformation bewirkt. Messgröße {\displaystyle A} und zugehöriger Operator {\displaystyle {\hat {A}}} werden zusammengefasst Observable genannt. Die möglichen Messergebnisse {\displaystyle A_{i}} sind die Eigenwerte des Operators. Das heißt, es gilt für einen Eigenzustand {\displaystyle |A_{i}\rangle } des Operators:
{\displaystyle {\hat {A}}|A_{i}\rangle =A_{i}|A_{i}\rangle }
Da alle möglichen Messergebnisse reelle Zahlen sind, muss der Operator hermitesch sein, d. h. folgende Bedingung erfüllen:
{\displaystyle \langle \phi \vert {\hat {A}}\vert \psi \rangle =\langle \psi \vert {\hat {A}}\vert \phi \rangle ^{*}}
Bei einem Zustand, der nicht Eigenzustand des betreffenden Operators ist, können Messergebnisse nicht sicher, sondern nur mit Wahrscheinlichkeiten vorhergesagt werden. Diese Wahrscheinlichkeiten berechnen sich für jeden Eigenwert {\displaystyle A_{i}} der Messgröße als Betragsquadrat aus dem Skalarprodukt des betreffenden Eigenvektors {\displaystyle |A_{i}\rangle } mit dem Zustandsvektor des Systems:
{\displaystyle P(A_{i})={\Big |}\langle A_{i}|\psi \rangle {\Big |}^{2}}
Nach der Messung ist der Zustandsvektor auf den zum entsprechenden Eigenwert zugehörigen Unterraum kollabiert, das heißt:
{\displaystyle |\psi \rangle _{\text{vor}}\to |\psi \rangle _{\text{nach}}=|A_{i}\rangle }
Dadurch ist gleichzeitig das System im Eigenzustand {\displaystyle |A_{i}\rangle } präpariert, denn nach dieser Messung liegt es genau in diesem Zustand vor. Eine instantan erfolgende erneute Messung dieser Observable ergibt daher sicher wieder denselben Wert.
Als Erwartungswert {\displaystyle \langle {\hat {A}}\rangle } wird der Mittelwert vieler Einzelmessungen der Observable an immer gleichen Systemen im selben Zustand {\displaystyle |\psi \rangle } bezeichnet. Aus dem Spektrum aller möglicher Einzelergebnisse {\displaystyle A_{i}} und ihren Wahrscheinlichkeiten {\displaystyle P_{i}} ergibt sich:
{\displaystyle \langle {\hat {A}}\rangle =\langle \psi \vert {\hat {A}}\vert \psi \rangle }

#### Phasenfaktor und Superposition
Linearkombinationen zweier Zustandsvektoren, also z. B. {\displaystyle |\psi \rangle =c_{1}|\psi _{1}\rangle +c_{2}|\psi _{2}\rangle } mit komplexen Zahlen {\displaystyle c_{1},c_{2}} beschreiben ebenfalls erlaubte Zustände, wenn die beiden Faktoren so gewählt sind, dass {\displaystyle \langle \psi |\psi \rangle =1} (s. o. Superposition von Zuständen). Hierbei ist, anders als bei einem einzelnen Zustandsvektor, die relative Phase der Faktoren, d. h. die komplexe Phase {\displaystyle \phi } im Quotienten {\displaystyle {\tfrac {c_{2}}{c_{1}}}=\vert {\tfrac {c_{2}}{c_{1}}}\vert \mathrm {e} ^{i\phi }}, nicht mehr beliebig; je nach Phase hat der Überlagerungszustand {\displaystyle |\psi \rangle } verschiedene physikalische Eigenschaften. Daher wird von kohärenter Superposition gesprochen, weil wie bei optischer Interferenz mit kohärentem Licht nicht die Betragsquadrate, sondern die „erzeugenden Amplituden“ selbst, also {\displaystyle |\psi _{1}\rangle } und {\displaystyle |\psi _{2}\rangle }, superponiert werden.

#### Zustandsgemisch und Dichteoperator
Ein Zustandsgemisch, in dem sich das System mit Wahrscheinlichkeit {\displaystyle p_{i}} im Zustand {\displaystyle \psi _{i}} (mit {\displaystyle i=1,2,\dotsc ,n}) befindet, wird durch den Dichteoperator {\displaystyle {\hat {\rho }}} dargestellt, das ist die Summe der entsprechenden Projektionsoperatoren:
{\displaystyle {\hat {\rho }}=\sum _{i}p_{i}\vert \psi _{i}\rangle \langle \psi _{i}\vert }
Im Gegensatz zu einer kohärenten Superposition derselben im Gemisch vertretenen Zustände {\displaystyle \psi _{i}} bleibt der Dichteoperator unverändert, wenn die {\displaystyle \psi _{i}} mit beliebigen Phasenfaktoren versehen werden; im Zustandsgemisch werden die Zustände also inkohärent überlagert.
Der Erwartungswert einer Messung der Observable {\displaystyle {\hat {A}}} ist dementsprechend die gewichtete Summe der Erwartungswerte der einzelnen Bestandteile des Gemisches:
{\displaystyle \langle {\hat {A}}\rangle =\sum _{i}p_{i}\langle \psi _{i}\vert {\hat {A}}\vert \psi _{i}\rangle }
Dies kann auch als Spur des Operators {\displaystyle {\hat {\rho }}{\hat {A}}} dargestellt werden:
{\displaystyle \langle {\hat {A}}\rangle =\operatorname {Sp} ({\hat {\rho }}{\hat {A}})}
Die letzte Gleichung hat den Vorzug, dass sie gleichermaßen für Gemische und für reine Zustände gilt. (Bei einem reinen Zustand {\displaystyle \psi _{i}} ist {\displaystyle {\hat {\rho }}=\vert \psi _{i}\rangle \langle \psi _{i}\vert } der zum Zustand gehörige Projektionsoperator.)
Der Dichteoperator wird auch als „Zustandsoperator“ bezeichnet.

#### Zustände von zusammengesetzten Systemen, Tensorraum
Wenn ein Teilsystem {\displaystyle \mathbb {S} _{1}} mit Zuständen {\displaystyle \psi ^{1}} und ein Teilsystem {\displaystyle \mathbb {S} _{2}} mit Zuständen {\displaystyle \psi ^{2}} als ein zusammengesetztes System  {\displaystyle \mathbb {S} =\mathbb {S} _{1}\otimes \mathbb {S} _{2}}  mit Zuständen {\displaystyle \Psi } beschrieben werden soll, dann gibt es für  {\displaystyle \Psi } zwei Möglichkeiten. Ein separabler Zustand liegt vor, wenn {\displaystyle \mathbb {S} _{1}} einen bestimmten Zustand {\displaystyle \psi ^{1}} und {\displaystyle \mathbb {S} _{2}} einen bestimmten Zustand  {\displaystyle \psi ^{2}} einnimmt. Dann schreibt man 
{\displaystyle \Psi =\psi ^{1}\!\otimes \psi ^{2}} oder  {\displaystyle |\Psi \rangle =|\psi ^{1}\rangle |\psi ^{2}\rangle }
Zusätzlich gibt es verschränkte Zustände des Gesamtsystems, die sich nur als kohärente Superpositionen von mindestens zwei separablen Zuständen darstellen lassen. Beispiel:
{\displaystyle \Psi =\alpha \;\psi ^{1}\!\otimes \psi ^{2}+\beta \;\phi ^{1}\!\otimes \phi ^{2}} , mit  {\displaystyle |\alpha |^{2}\!+|\beta |^{2}=1}
Hier befindet sich System {\displaystyle \mathbb {S} _{1}} weder ganz im Zustand   {\displaystyle \psi ^{1}} noch im Zustand  {\displaystyle \phi ^{1}} , sondern (wenn die Zustände orthogonal sind) mit den Wahrscheinlichkeiten {\displaystyle |\alpha |^{2}} im ersten und  {\displaystyle |\beta |^{2}} im zweiten. Solche verschränkten Zustände kommen in der klassischen Physik beim Zusammensetzen von Systemen nicht vor. 
Wenn das Teilsystem {\displaystyle \mathbb {S} _{1}} die Basiszustände {\displaystyle \psi _{i}^{1}} hat, und das Teilsystem {\displaystyle \mathbb {S} _{2}} Basiszustände {\displaystyle \psi _{k}^{2}}, dann bilden die separablen Zustände {\displaystyle \Psi _{i,k}=\psi _{i}^{1}\otimes \psi _{k}^{2}} eine Basis für den Zustandsraum des zusammengesetzten Systems {\displaystyle \mathbb {S} =\mathbb {S} _{1}\otimes \mathbb {S} _{2}}. Dieser Raum wird auch als der Tensorproduktraum oder Tensorraum der Zustandsräume von  {\displaystyle \mathbb {S} _{1}} und  {\displaystyle \mathbb {S} _{2}} bezeichnet. Seine Dimension ist {\displaystyle N_{1}N_{2}}, wenn die Zustandsräume der Teilsysteme die endlichen Dimensionen  {\displaystyle N_{1}} bzw.  {\displaystyle N_{2}} haben.
Diese Erweiterung des Zustandsraums gilt nicht nur beim Zusammenfassen verschiedener physikalischer Quantensysteme zu einem Gesamtsystem, sondern auch schon beim Hinzufügen weiterer Freiheitsgrade zu einem Quantensystem. Der Zustandsraum des Elektrons z. B. ist der Tensorproduktraum aus dem Hilbertraum der Wellenfunktionen für die Ortsfreiheitsgrade und dem 2-dimensionalen Hilbertraum für den Spinfreiheitsgrad.

#### Teleportation von Quantenzuständen
Mit dem Verfahren der Quantenteleportation kann bei Verschränkung der quantenmechanische Zustand eines Quantensystems (Quelle), z. B. eines Photons oder eines Qubits, auf ein anderes Quantensystem (Ziel) übertragen werden.

## Beispiele
- Die Zustände eines Teilchens im (eindimensionalen) Kasten der Breite {\displaystyle a} (von 0 bis {\displaystyle a}) können als Superpositionen von Eigenzuständen des Hamiltonoperators {\displaystyle {\hat {H}}} geschrieben werden. Dessen Eigenzustände im Ortsraum sind

{\displaystyle \langle x|n\rangle =\sin n{\tfrac {\pi x}{a}},\ n\in \mathbb {N} }
und die zugehörigen Energieeigenwerte zu {\displaystyle {\hat {H}}|n\rangle =E_{n}|n\rangle } sind:
{\displaystyle E_{n}=n^{2}{\tfrac {\pi ^{2}\hbar ^{2}}{2ma^{2}}}}
- Für Teilchen in einem Zentralfeld können die Energieeigenzustände so gewählt werden, dass sie auch Eigenzustände des Drehimpulsoperators sind. Dann tragen sie alle drei Quantenzahlen {\displaystyle n,j,m}:

{\displaystyle {\hat {H}}\vert n,j,m\rangle =E_{n}\vert n,j,m\rangle ,\quad {\hat {J}}^{2}\vert n,j,m\rangle =\hbar ^{2}j(j+1)\vert n,j,m\rangle ,\quad {\hat {J}}_{z}\vert n,j,m\rangle =\hbar m\vert n,j,m\rangle }
Aufgrund der Energie-Entartung bezüglich der Quantenzahl {\displaystyle m} reicht im Allgemeinen eine Messung der Energie nicht aus, um den Zustand eindeutig zu bestimmen.
- Die Spineigenzustände zu {\displaystyle m_{s}=\pm {\tfrac {1}{2}}} eines (fermionischen) Teilchens werden einfach als {\displaystyle \left|{\uparrow }\right\rangle } und {\displaystyle \left|{\downarrow }\right\rangle } geschrieben.
- Der Zustand eines Systems, das durch den s-Wellen-Zerfall eines einzigen gebundenen Elementarteilchensystems in zwei Spin-1/2-Teilchen entsteht, ist {\displaystyle |\psi \rangle ={\tfrac {1}{\sqrt {2}}}\left(\left|{\uparrow }\right\rangle _{1}\otimes \left|{\downarrow }\right\rangle _{2}-\left|{\downarrow }\right\rangle _{1}\otimes \left|{\uparrow }\right\rangle _{2}\right)}. Durch die Messung des Spins bei einem Teilchen kollabiert der Zustand instantan, sodass eine unmittelbar folgende Messung beim anderen Teilchen ein eindeutig korreliertes Ergebnis (nämlich das jeweils gegenteilige) liefert. Dies ist ein Beispiel für Quantenverschränkung.

## Reine Zustände und Zustandsgemische
In der Quantenmechanik und der Quantenstatistik wird zwischen reinen Zuständen und Zustandsgemischen unterschieden. Reine Zustände stellen den Idealfall einer maximalen Kenntnis der beobachtbaren Eigenschaften (Observablen) des Systems dar. Häufig ist aber nach der Präparation oder aufgrund von Messungenauigkeiten der Zustand des Systems nur unvollständig bekannt (Beispiel: der Spin des einzelnen Elektrons in einem unpolarisierten Elektronenstrahl, aber auch, wenn das System als Teil eines zusammengesetzten Systems betrachtet werden muss und die übrigen Bestandteile des Systems von der Präparation oder der Messung nicht betroffen sind). Dann können den verschiedenen möglicherweise vorkommenden reinen Zuständen {\displaystyle |\psi _{i}\rangle } oder den zugeordneten Projektionsoperatoren {\displaystyle {\hat {\mathrm {P} }}_{i}=|\psi _{i}\rangle \langle \psi _{i}|} nur Wahrscheinlichkeiten {\displaystyle p_{i}} zugeordnet werden (siehe unten). Solche unvollständig bekannten Zustände werden als Zustandsgemische bezeichnet. Zur Darstellung von Zustandsgemischen wird der Dichteoperator {\displaystyle {\hat {\rho }}} verwendet, der auch Dichtematrix oder Zustandsoperator genannt wird.
Ein reiner Zustand {\displaystyle |\psi _{i}\rangle } entspricht einem eindimensionalen Unterraum (Strahl) in einem Hilbertraum. Der zugehörige Dichteoperator {\displaystyle {\hat {\rho }}={\hat {\mathrm {P} }}_{i}=|\psi _{i}\rangle \langle \psi _{i}|} ist der Operator für die Projektion auf diesen Unterraum. Es gilt {\displaystyle {\hat {\rho }}^{2}={\hat {\rho }}} (Idempotenz). Für Zustandsgemische dagegen gilt {\displaystyle {\hat {\rho }}^{2}<{\hat {\rho }}}. Eine Beschreibung durch einen einzigen Strahl ist dann nicht möglich.
Charakteristische Merkmale dieser Zustandsbeschreibung sind die kohärente Superponierbarkeit der reinen Zustände und die daraus folgenden Phänomene der Interferenz und Quantenverschränkung, während bei den Zustandsgemischen die Beiträge der verschiedenen beteiligten reinen Zustände inkohärent summiert werden.
Wenn ein Quantensystem sich nicht in einem reinen Eigenzustand einer Messgröße befindet, ergeben wiederholte Messungen dieser Größe an exakt gleich präparierten Systemen auch bei reinen Zuständen unterschiedliche Messwerte. Bei Zustandsgemischen werden zusätzlich die Ergebnisse der beteiligten reinen Zustände (inkohärent!) mit den Gewichten {\displaystyle p_{i}} gemittelt. Die Verteilung hängt von dem quantenmechanischen Zustand {\displaystyle |\psi \rangle } und der Observablen {\displaystyle A} für den Messprozess ({\displaystyle A} repräsentiert i. W. die Messapparatur) ab. Für reine Zustände {\displaystyle |\psi \rangle } folgt aus der Quantenmechanik: Der Mittelwert der durch Wiederholung erzeugten Messreihe ist der quantenmechanische Erwartungswert {\displaystyle \langle \psi |A|\psi \rangle }.
Für das Ergebnis der Messungen ist also im Unterschied zur klassischen Physik selbst bei reinen (also vollständig bekannten) quantenmechanischen Zuständen nur eine Wahrscheinlichkeitsverteilung um einen Erwartungswert angebbar (deshalb heißt es im Folgenden nicht das Resultat, sondern das zu erwartende Resultat, s. u.). Für Zustandsgemische gilt wegen der {\displaystyle p_{i}} eine zusätzliche (inkohärente!) Unbestimmtheit: {\displaystyle \langle A\rangle =\sum \,p_{i}\cdot \langle \psi _{i}|A|\psi _{i}\rangle \,.}
Also selbst das zu erwartende Resultat des Ausgangs einer einzelnen Messung kann nur in Spezialfällen (etwa {\displaystyle p_{1}=1,\,\,p_{2}=p_{3}=\dots =0}) sicher vorhergesagt werden. Nur die (speziellen!) Eigenzustände {\displaystyle |\phi _{k}\rangle } der betrachteten Observable {\displaystyle A} oder die zugehörigen Eigenwerte {\displaystyle a_{k}} kommen bei gegebenem {\displaystyle |\psi \rangle } überhaupt als Messwerte in Frage, und selbst in dem oben angegebenen Fall eines reinen Zustands, etwa {\displaystyle |\psi \rangle \equiv |\psi _{1}\rangle }, d. h. selbst bei vollständig bekannter Wellenfunktion, können für die verschiedenen Eigenzustände {\displaystyle |\phi _{k}\rangle } bei gegebenem {\displaystyle |\psi \rangle } nur Wahrscheinlichkeiten angegeben werden, {\displaystyle w_{k}=|\langle \psi |\phi _{k}\rangle |^{2}\,,} obwohl der Zustand {\displaystyle |\phi _{k}\rangle } bei einer unmittelbar anschließenden Folgemessung mit derselben Apparatur genau reproduziert wird. Unbekannte Zustände können dagegen nicht durch Messung bestimmt werden (siehe No-Cloning-Theorem). Es gilt ferner
{\displaystyle {\hat {\rho }}=\sum p_{i}\,{\hat {\mathrm {P} }}_{i},}
d. h., dass die Projektionsoperatoren mit Wahrscheinlichkeiten versehen werden und nicht etwa die zu den Projektionsoperatoren gehörigen Kets superponiert werden.
Insgesamt gilt also: {\displaystyle \langle A\rangle =\sum _{i}\sum _{k}\,p_{i}\cdot a_{k}\cdot |\langle \psi _{i}|\phi _{k}\rangle |^{2}}, wobei sich der Index i auf die (reinen) Zustände im Gemisch und der Index k auf die Eigenzustände der Messgröße bezieht.

## Informationsentropie
Die Informationsentropie des Zustandes oder die mit der Boltzmannkonstante multiplizierte Von-Neumann-Entropie ist ein quantitatives Maß für die Unkenntnis, die hinsichtlich der möglichen Aussage über das Vorliegen eines bestimmten reinen Zustands besteht. Die Von-Neumann-Entropie, {\displaystyle -k_{\mathrm {B} }\operatorname {Tr} (\rho \ln(\rho ))}, ist gleich {\displaystyle -k_{\mathrm {B} }\sum p_{i}\ln p_{i}} für Zustandsgemische. Für reine Zustände ist sie Null (man beachte {\displaystyle p\ln p\to 0} für {\displaystyle p\to 0}). Dabei wurden Boltzmann’sche Einheiten benutzt, insbesondere ist {\displaystyle k_{\mathrm {B} }} die Boltzmann-Konstante. In Shannon’schen Einheiten wird dagegen diese Konstante durch Eins und der natürliche Logarithmus {\displaystyle \ln } durch den binären Logarithmus {\displaystyle \operatorname {lb} } ersetzt.